# Climacoptera merkulowiczii
Climacoptera merkulowiczii là loài thực vật có hoa thuộc họ Dền. Loài này được (Zakirov) Botsch. mô tả khoa học đầu tiên năm 1956.